# Студзьце
Студзьце (пол. Studźce, нім. Alyrode) — село в Польщі, у гміні Марґонін Ходзезького повіту Великопольського воєводства.
Населення — 535 осіб (2011).
У 1975-1998 роках село належало до Пільського воєводства.

## Демографія
Демографічна структура станом на 31 березня 2011 року:
|          | Загалом | Допрацездатний вік | Працездатний вік | Постпрацездатний вік |
| -------- | ------- | ------------------ | ---------------- | -------------------- |
| Чоловіки | 282     | 83                 | 190              | 9                    |
| Жінки    | 253     | 64                 | 149              | 40                   |
| Разом    | 535     | 147                | 339              | 49                   |